# ビマラーノ
ビマラーノ（スペイン語：Vimarano, 725年ごろ - 765年）は、アストゥリアス王子。兄であるアストゥリアス王フルエーラ1世に殺害された。

## 生涯
ビマラーノはアストゥリアス王アルフォンソ1世とその妃エルメシンダの息子である。「端正な容姿をしており、良い紳士で、重んじられており、誰からも愛された」といわれた。
『Estoria de España（スペイン史）』（アルフォンソ10世が編纂させた歴史書）によると、
「ドン・フルエラ王の治世から13年後、それは803年のことであり、受肉の年では765年であり…、ドン・フルエラ王は王国を奪うであろう弟ビマラーノを恐れて、自らの手で弟を殺した。」
兄フルエーラ1世は、多くの人の支持を得てレオン王位を獲得することができたため、765年に弟を殺害した。
弟を殺害した後、フルエーラ1世はベルムードという名のビマラーノの息子を引き取り自身の息子として育てた。これは弟の死により傷ついた自身の評判を修復しようとしたものとみられる。
フルエーラ1世は、弟のビマラーノを殺害したことへの報復として768年に親族に殺害された。